# Jukka Vakkila
Jukka Keijo Olavi Vakkila, född 2 april 1951 i Joutseno, är en finländsk fotbollstränare. Han var förbundskapten för det Finlands herrlandslag från 1988 till 1992.
Han påbörjade sin tränarkarriär tidigt och blev redan 1978 utsedd till förbundskapten för det finska U-16 landslaget. Mellan åren 1984–1985 ansvarade Vakkila för det finska U-21 landslaget. Sami Hyypiä landslagsdebuterade den 7 november 1992 mot Tunisien under Vakkilas ledning.